# Álvaro de la Quadra
Álvaro de la Quadra (Napoli, 1516 – Londra, 24 agosto 1563) è stato un vescovo cattolico e diplomatico spagnolo.

## Biografia
Nato a Napoli nel 1516 (secondo altre fonti, invece, tra il 1500 e il 1510) da nobile famiglia di origini spagnole, il 12 maggio 1542 fu nominato vescovo di Venosa da Carlo V d'Asburgo e confermato da papa Paolo III. Partecipò ai lavori del concilio di Trento, ma nel 1551 si dimise dall'incarico nella diocesi lucana. Il 13 settembre 1553 Carlo V lo nominò vescovo dell'Aquila, incarico confermato da papa Giulio III; rimase in questo ufficio fino al 1561, data in cui si dimise nuovamente.
De la Quadra entrò nel mondo diplomatico già nel 1558, quando fu mandato da Filippo II di Spagna presso l'imperatore Ferdinando I d'Asburgo. Andò poi in Inghilterra in qualità di primo segretario dell'ambasciatore Gómez III Suárez de Figueroa y Córdoba; infine, nel maggio del 1559, successe a questi come capo della missione diplomatica presso la corte di Elisabetta I d'Inghilterra. Morì a Londra nel 1563, forse di peste a causa dell'epidemia diffusasi quell'anno nella città.

## Eredità storica culturale
Nel film Elizabeth del 1998, de la Quadra è interpretato da James Frain.